# Fleurbaix
Fleurbaix (niederländisch: Vloerbeek) ist eine französische Gemeinde mit 2.944 Einwohnern (Stand: 1. Januar 2022) im Département Pas-de-Calais in der Region Hauts-de-France. Sie gehört zum Arrondissement Béthune und zum Kanton Beuvry. Die Einwohner werden Fleurbaisiens genannt.

## Geographie
Die Gemeinde Fleurbaix liegt in der historischen Region Flandern nahe der Grenze zum Département Nord am Bach Becque du Biez, 13 Kilometer westlich der Innenstadt von Lille. Umgeben wird Fleurbaix von den Nachbargemeinden Erquinghem-Lys im Norden, Bois-Grenier im Nordosten, Le Maisnil im Osten, Fromelles im Südosten, Aubers im Süden, Laventie im Südwesten sowie Sailly-sur-la-Lys im Westen.

### Bevölkerungsentwicklung
| Jahr                       | 1962 | 1968 | 1975 | 1982 | 1990 | 1999 | 2006 | 2016 | 2022 |
| Einwohner                  | 1437 | 1457 | 1647 | 1993 | 2221 | 2480 | 2674 | 2685 | 2944 |
| Quellen: Cassini und INSEE |      |      |      |      |      |      |      |      |      |

## Sehenswürdigkeiten
- Kirche Notre-Dame du Joyel, erbaut 1929
- früheres Kartäuserkloster Notre-Dame des Sept Douleurs de la Boutillerie (bestand von 1618 bis 1792)
- Britischer Soldatenfriedhof Trou Aid Post Cemetery

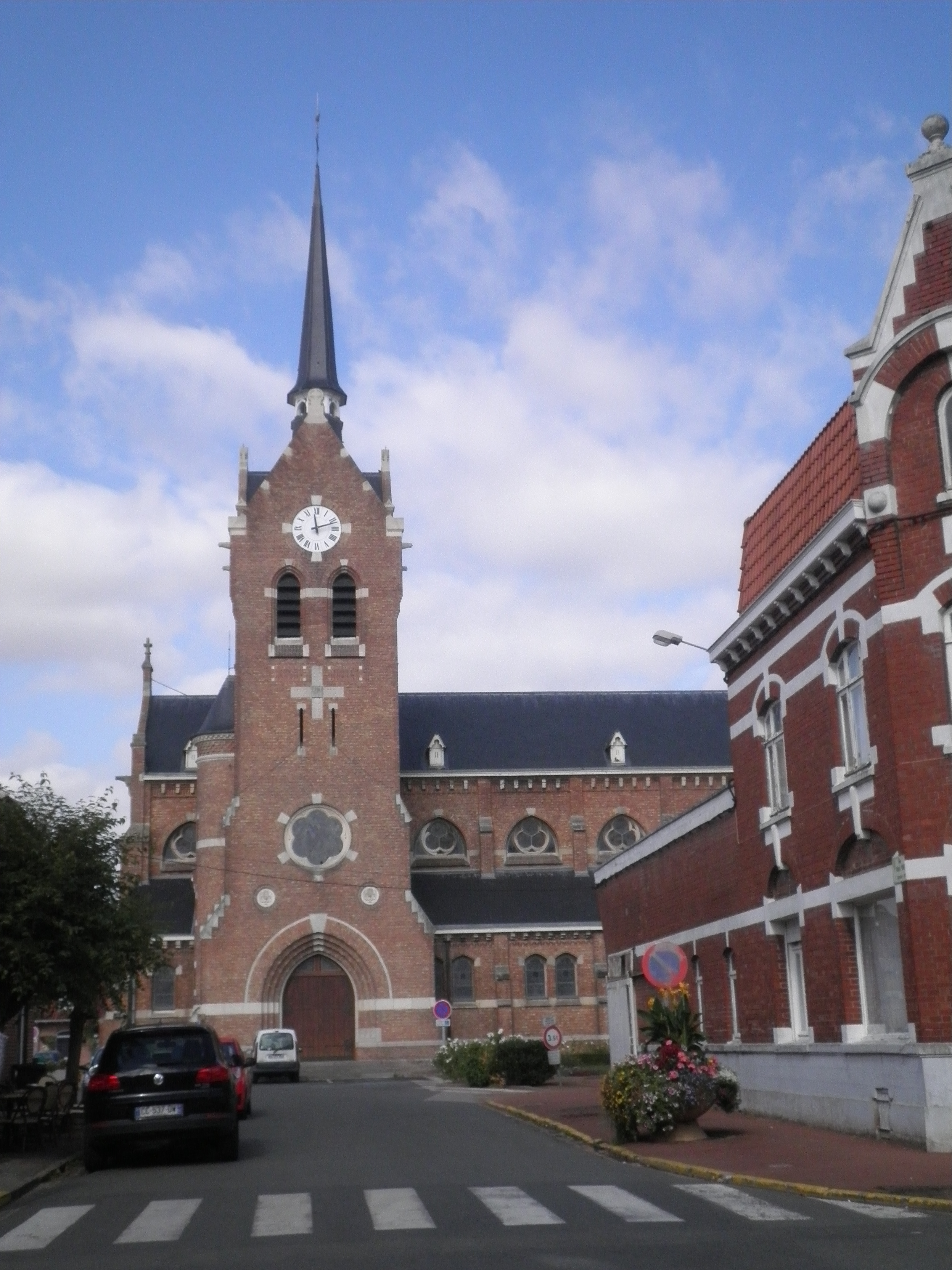
Kirche Notre-Dame-du-Joyel
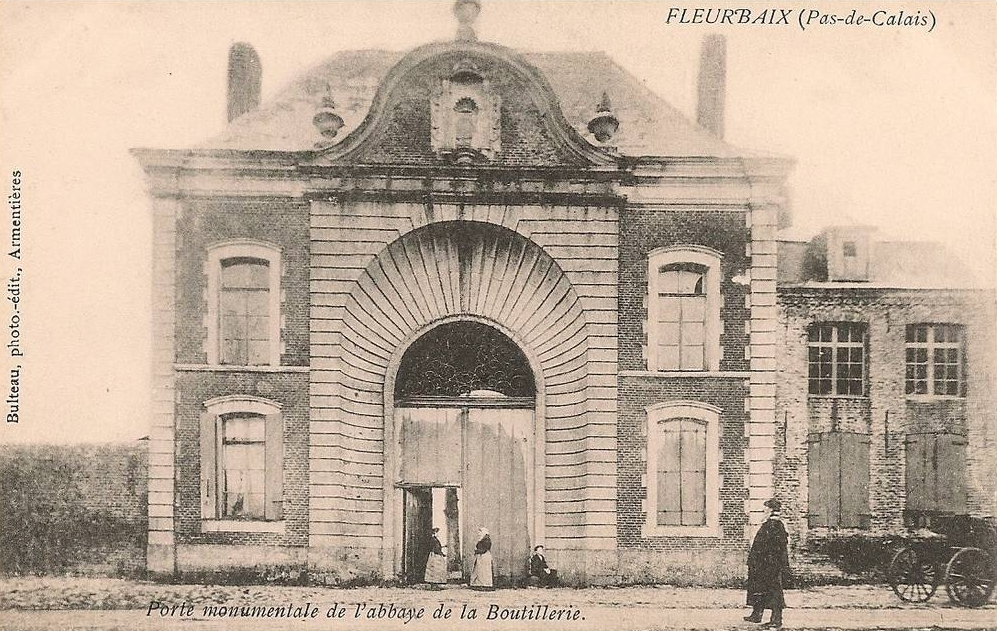
Ehemaliges 'Kartäuserkloster auf einer Postkarte (Ende des 19. Jahrhunderts)
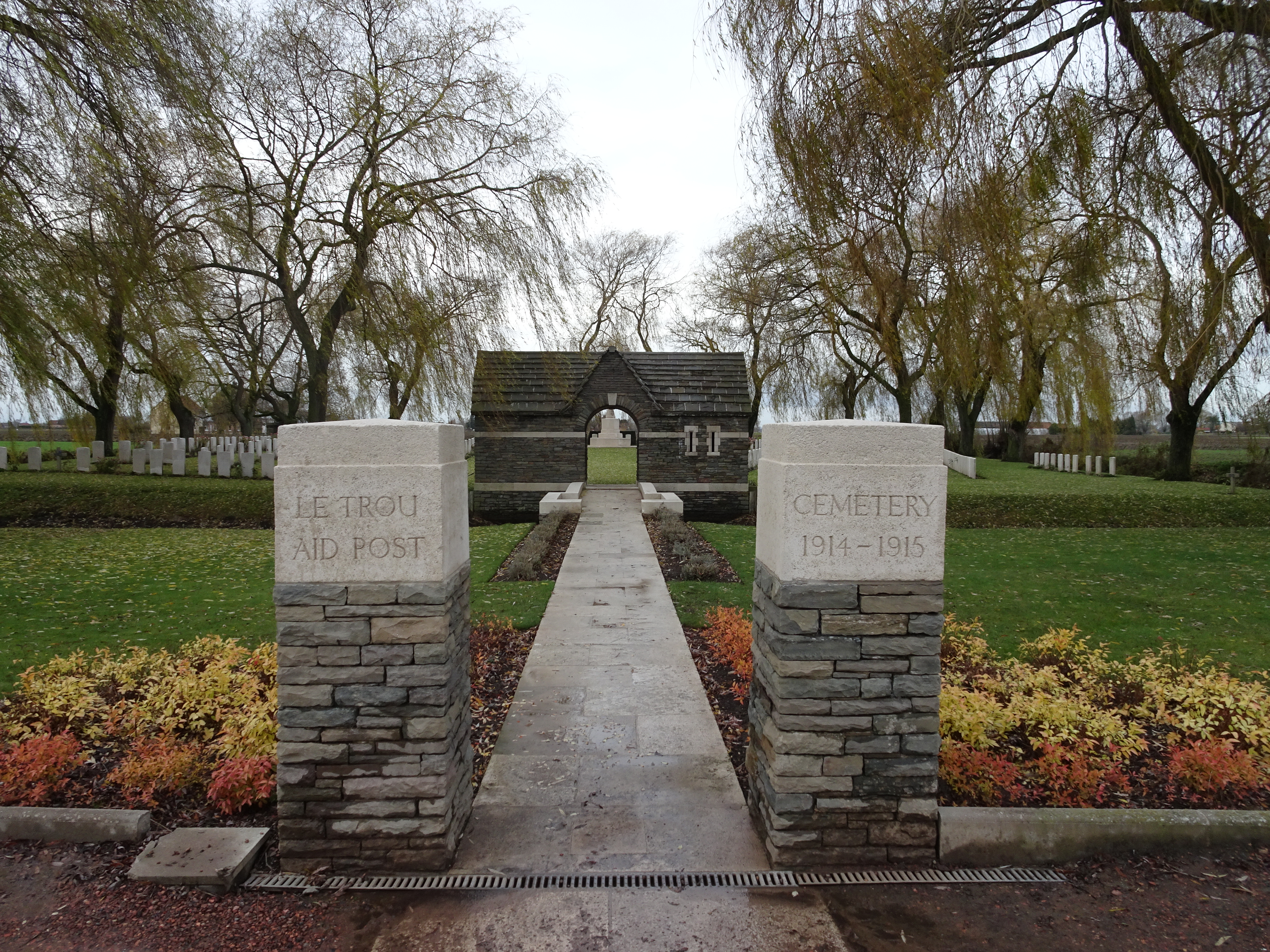
Britischer Soldatenfriedhof